# Reflexionsarmer Raum
Ein (schall-)reflexionsarmer Raum (allgemeinsprachlich schalltoter Raum) ist ein spezieller akustischer Laborraum, dessen Raumbegrenzungsflächen so beschaffen sind, dass daran nahezu kein Schall reflektiert wird. Andere Bezeichnungen sind echofreie Kammer oder anechoische Kammer.

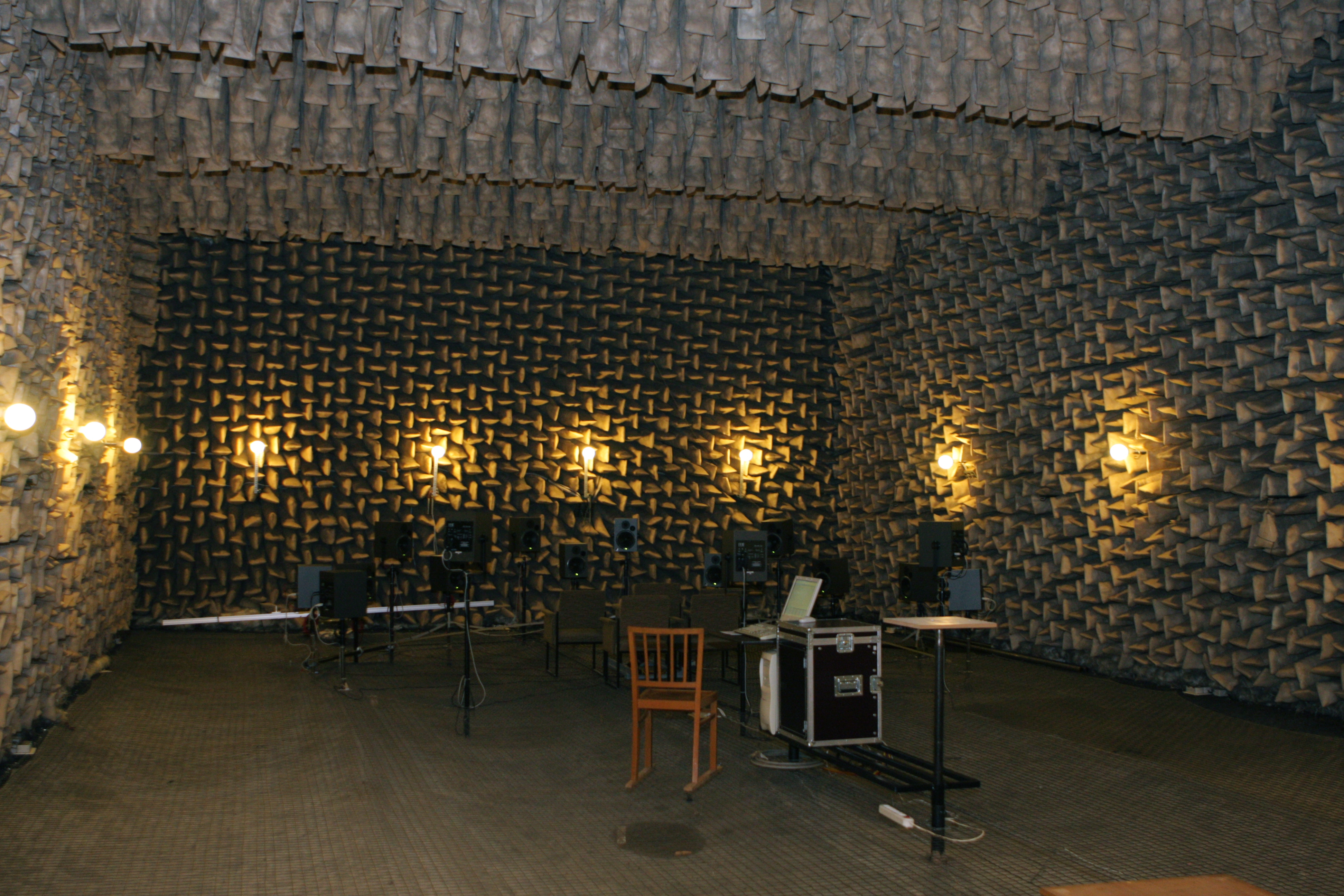
Reflexionsarmer Raum der TU Dresden

Wegen der sich daraus ergebenden besonderen Eigenschaften des Schallfelds ermöglicht oder vereinfacht ein solcher Raum verschiedene akustische Untersuchungen und bestimmte Tonaufnahmen.

## Reflexionsarme Raumbegrenzungsflächen

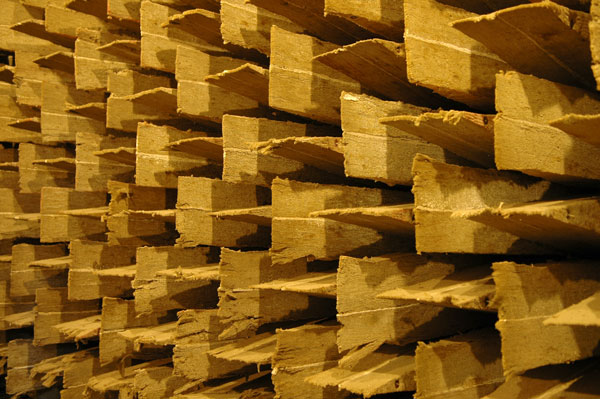
Absorberkeile im reflexionsarmen Raum von Musikelectronic Geithain.

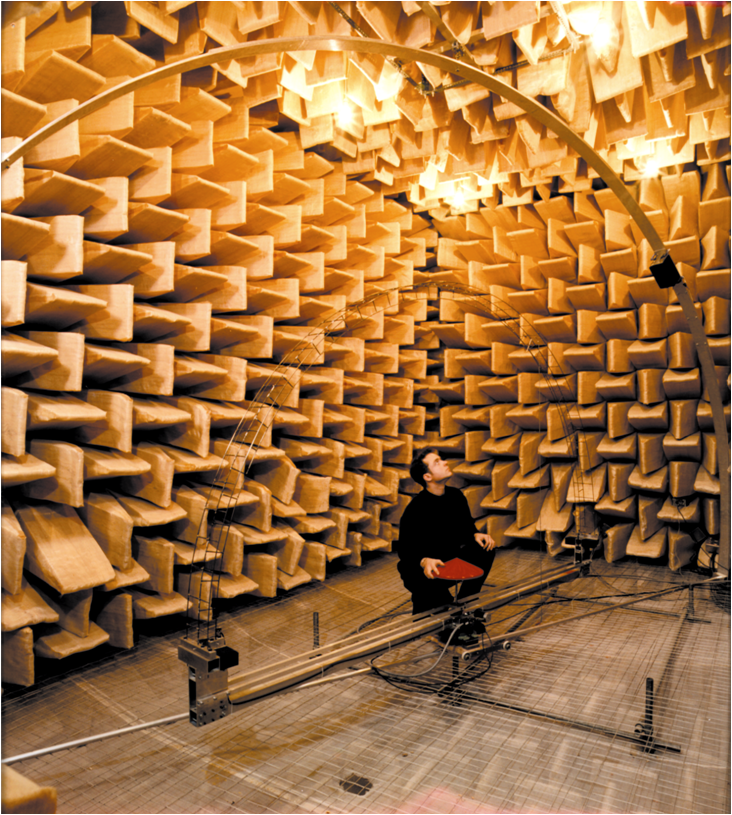
Messung in einem (Voll)-Freifeldraum, deutlich erkennbar: die Bodenverkleidung und das begehbare Netz.

Die Minimierung der Schallreflexion an den Wänden und der Decke wird durch Verkleidung mit Absorbermaterial erreicht; meistens wird Glas- oder Mineralwolle verwendet. In diesen Materialien wird die Energie des auftreffenden Schalls in Wärmeenergie umgewandelt. Der Entzug der Energie kann nur durch Reibung der bewegten Luft erfolgen. Das bedeutet, dass die Schallschnelle größer als Null sein muss. Diese ist, je nach Frequenz, in einem gewissen Abstand zur Betonwand des Raumes maximal. An diesem Punkt muss sich dann poröses Material befinden, um die entsprechende Frequenz optimal zu dämpfen. Um eine möglichst vollständige Schallabsorption zu erreichen, muss in einem möglichst weiten Frequenzbereich die Schallimpedanz derjenigen der Luft entsprechen. Dazu dient der Aufbau der Auskleidung aus einzelnen Keilen von Absorbermaterial.
Je nach vorgesehener tiefster zu absorbierender Frequenz kann eine solche Auskleidung mit Keilen beträchtliche Dimensionen (z. B. 1,50 m) erreichen. Noch tiefere Frequenzen, wo die Absorption nicht mehr wirkt, werden in der Praxis bei der Auswertung von Messungen rechnerisch korrigiert oder entsprechend bei der Kalibrierung von Messmikrofonen per Sekundärkalibrierung (Substitutionsmethode) kompensiert.
Um Schallreflexionen am Fußboden zu verhindern, muss auch die untere Raumbegrenzungsfläche schallabsorbierend gestaltet werden.
Damit der Raum dennoch gut begehbar ist, wird in einem solchen Raum zum Beispiel ein Gitterfußboden oder ein starkes vorgespanntes Drahtgeflecht eingebaut.
Um Einflüsse durch Störschall aus der Umgebung des Raums zu minimieren, werden die Wände oft zusätzlich mit einer Schalldämmung versehen oder der Raum zur Schwingungsentkopplung sogar auf einem eigenen körperschallentkoppelten Fundament als „Raum im Raum“ errichtet.

## Schallfeld
Durch das Fehlen von Reflexionen an den Wänden, der Decke und dem Boden entspricht das Schallfeld dem im Freien in großer Höhe über dem Boden (Freifeld). Daher werden diese Räume auch als Freifeldraum oder Freifeldlabor bezeichnet. Es gilt das Abstandsgesetz und damit ein fester Zusammenhang zwischen der Schallleistung einer Schallquelle sowie dem Effektivwert des Schalldrucks an einem bestimmten Ort in einem bekannten Abstand. Außerdem bleibt das von einer Schallquelle ausgesandte Schalldruck-Zeit-Signal vom Raum unbeeinflusst. Diese beiden Eigenschaften des Schallfelds erlauben den Einsatz des Raums für verschiedene akustische Untersuchungen und Tonaufnahmen. Im Halbfreifeldraum, einem Raum mit reflexionsarmen Wänden und schallhartem, also reflektierendem Boden, entspricht das Schallfeld dem Feld im Freien in Bodenhöhe.

## Anwendungsgebiete
Ein Anwendungsgebiet reflexionsarmer Räume ist die Bestimmung der Schallleistung von Geräten, Maschinen und Fahrzeugen. Dabei wird aus Messungen des Schalldruckpegels auf einer Hüllfläche um die Schallquelle die Schallleistung ermittelt.
Außerdem werden solche Räume zur Kalibrierung von Messmikrofonen und anderen elektroakustischen Wandlern eingesetzt. Dabei werden u. a. die Übertragungsfunktion und die Richtcharakteristik solcher Wandler bestimmt. Zum Messen von kopfbezogenen Übertragungsfunktionen (HRTF) ist ebenfalls ein reflexionsarmer Raum nötig. Durch das Aufstellen einer Anzahl von Lautsprechern in einem reflexionsarmen Raum um eine Abhörposition herum können Schallfelder künstlich erzeugt werden. Damit sind sowohl Experimente zur Schallwahrnehmung möglich, als auch die Hörbarmachung z. B. von Konzertsälen, genannt Auralisation.
Ein weiteres Anwendungsgebiet solcher Räume sind Tonaufnahmen für Hörspiele, Features und Film-Synchronisierungen, bei denen die Handlung draußen spielt. Daher gehört ein reflexionsarmes Studio zum üblichen Raumangebot eines Hörspielkomplexes. Um die jeweils passenden Klangeindrücke zu erreichen, sind in solchen Räumen auch begehbare Flächen mit Holzdielen, Schotter oder Laub vorhanden. Reflexionsarme Räume für Tonaufnahmen sind in aller Regel optisch ansprechender gestaltet als die vorgenannten Räume für akustische Messungen.